# Uig
Uig (del gaélico escocés: Ùige) es un poblado ubicado en la isla de Skye, sobre la costa oeste de la península Trotternish en las Hébridas interiores del Norte en Escocia. Localizado junto a la bahía homónima, extendido alrededor de esta y sobre la terraza marina.

## Galería

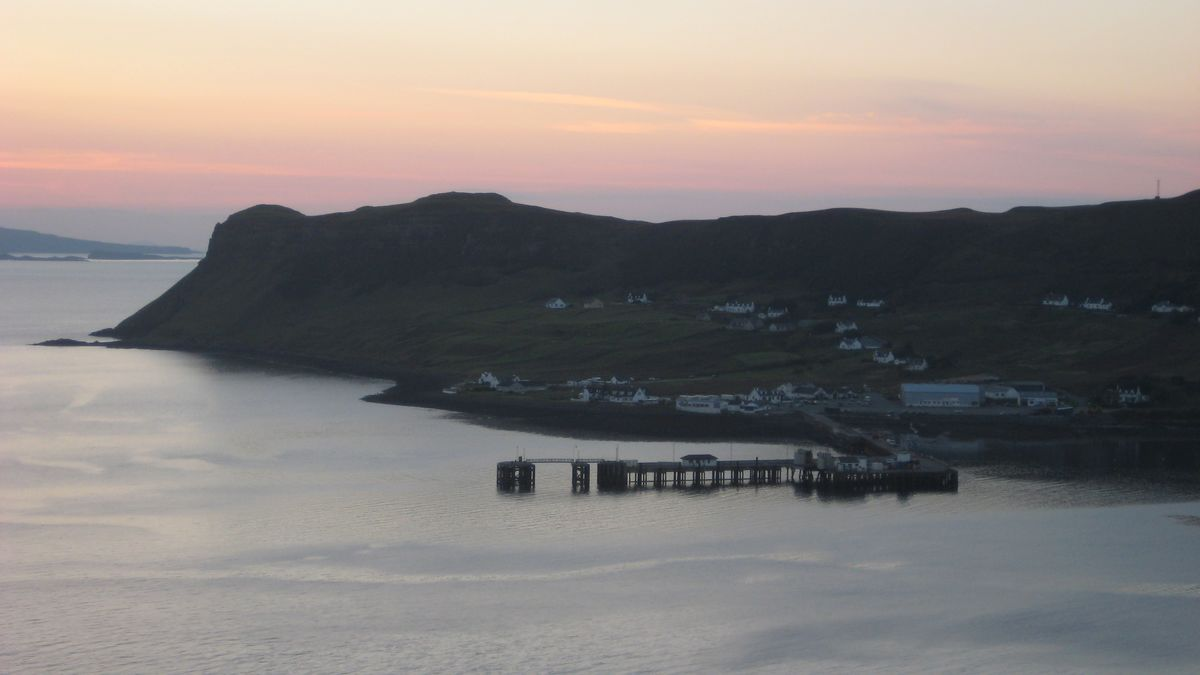
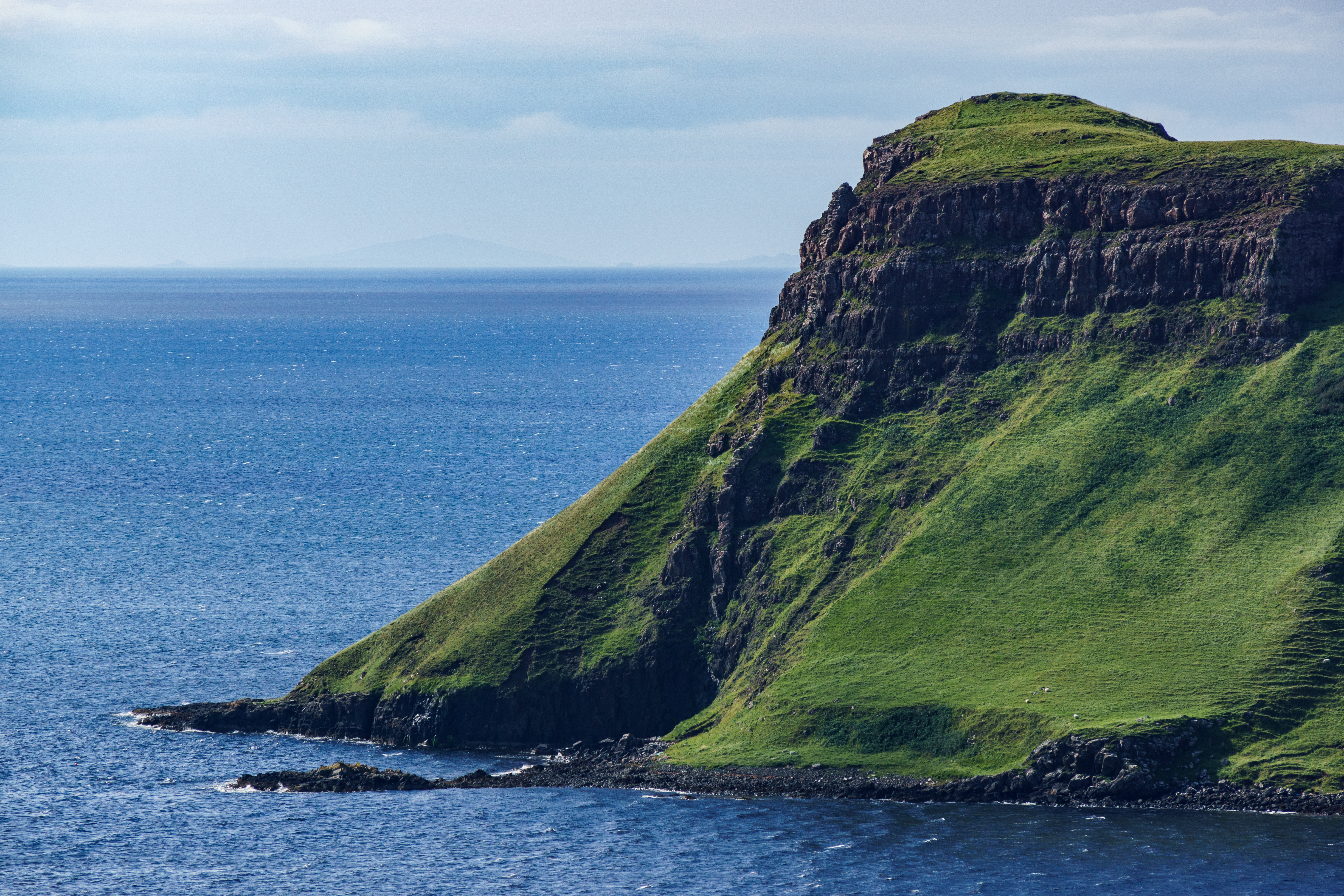
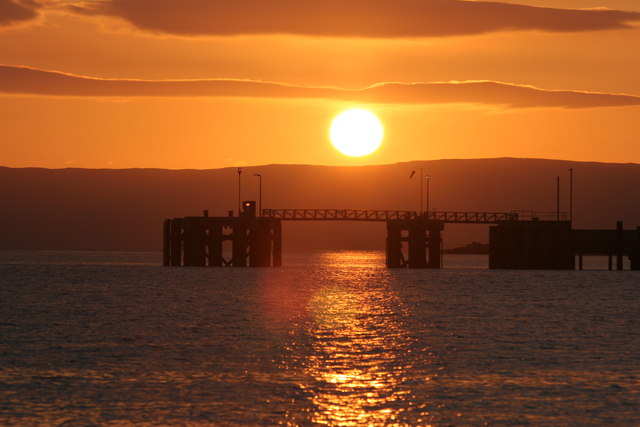
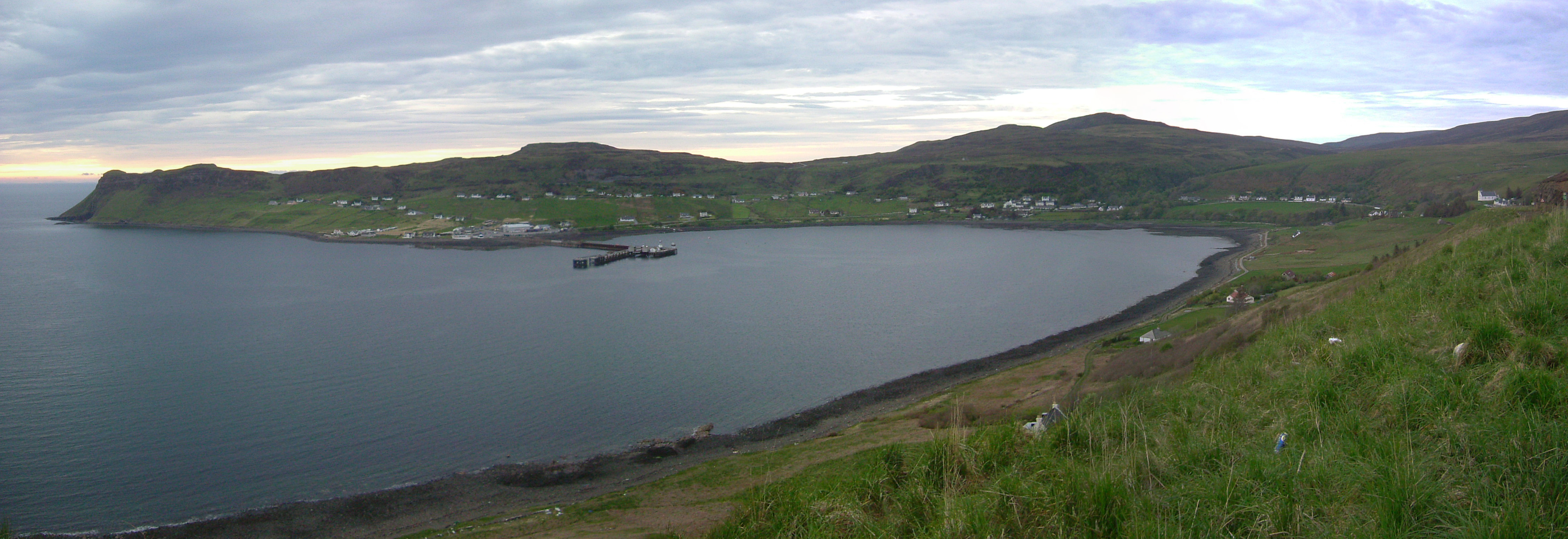